# Albert Saský (1875–1900)
Princ Albert Karel Antonín Ludvík Vilém Viktor Saský, vévoda saský (německy: Albert Karl Anton Ludwig Wilhelm Viktor; 25. února 1875, Drážďany – 16. září 1900, Wölkau), byl saský princ z rodu Wettinů. Byl nejmladším synem krále Jiřího I. Saského (syna krále Jana I. Saského a jeho manželky princezny Amálie Augusty Bavorské) a jeho manželky infantky Marie Anny Portugalské (dcery královny Marie II. Portugalské a jejího manžela prince Ferdinanda Sasko-Kobursko-Gothajsko-Kohárského).
Zemřel 16. září 1900 při dopravní nehodě. Lehký kočár řízený Miguelem de Bragança narazil do Albertova kočáru tak prudce, že se kočár převrátil do příkopu. Albert zemřel na následky zranění o několik hodin později. Kolovaly zvěsti, že to Miguel udělal schválně, ale to se nikdy neprokázalo. Protože nebylo možné určit, zda se jednalo o nehodu nebo úmysl, Miguel unikl válečnému soudu. Musel však rezignovat na svůj armádní post a opustit zemi.